# 麗城花園

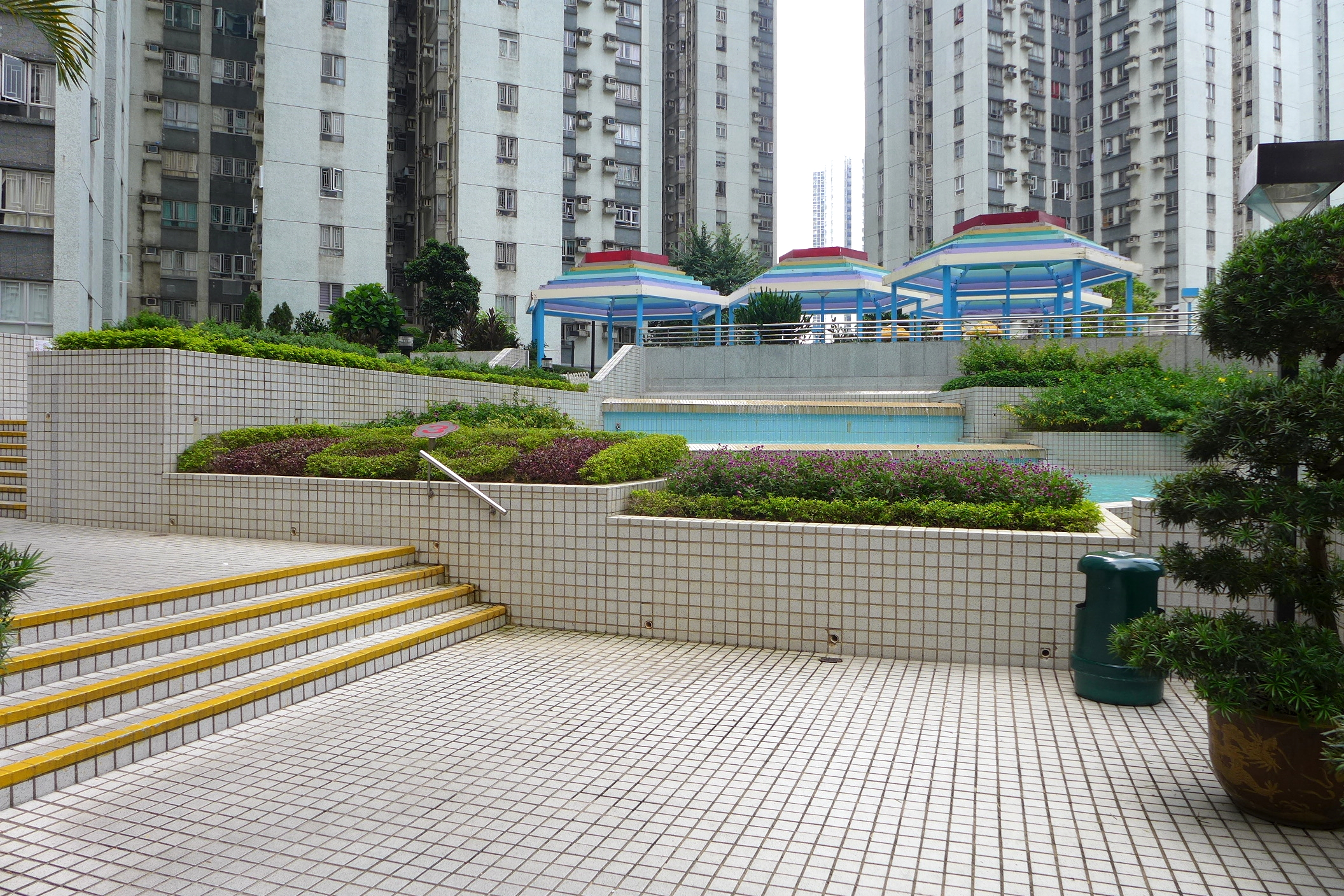
麗城花園水池

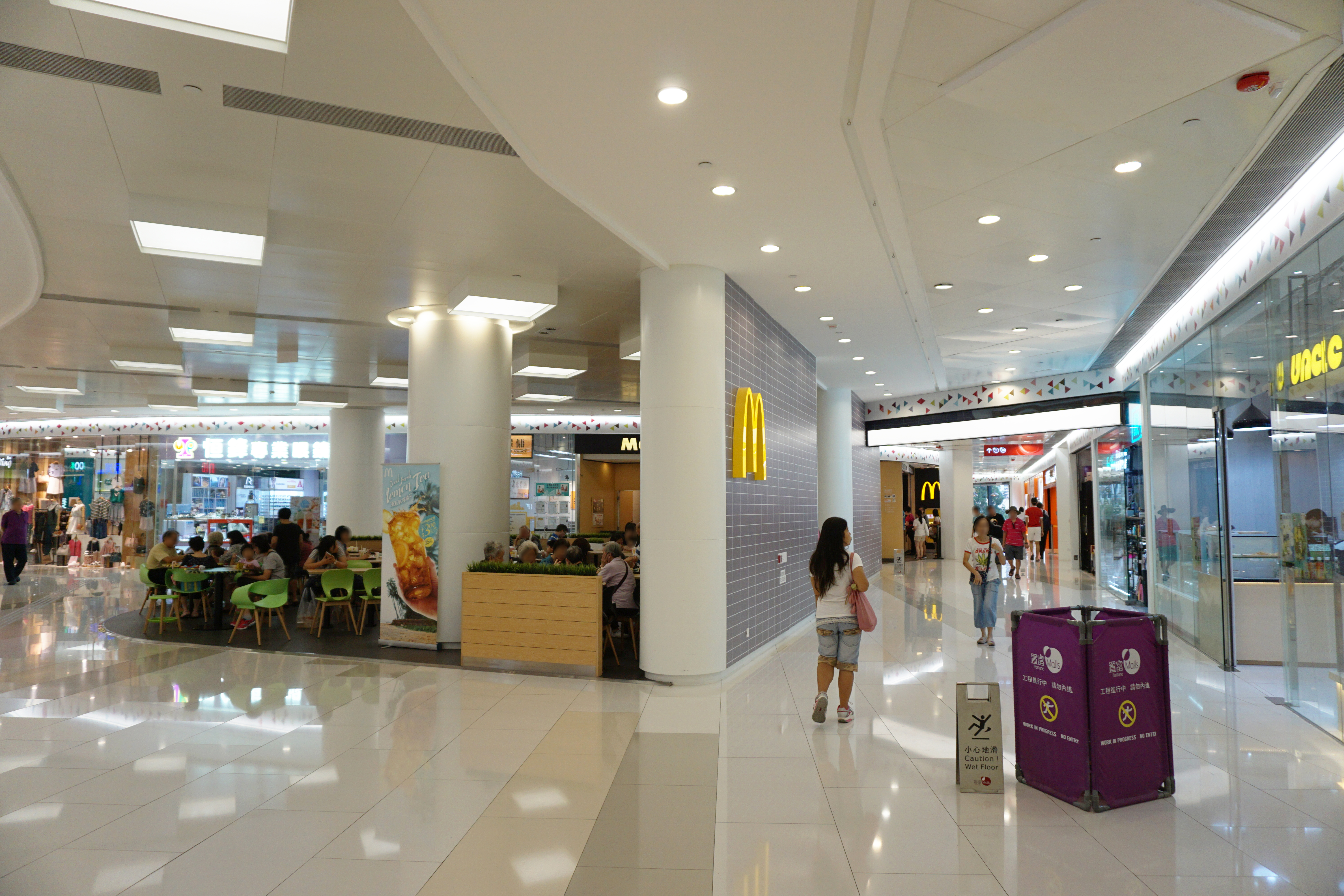
2016年的麗城薈

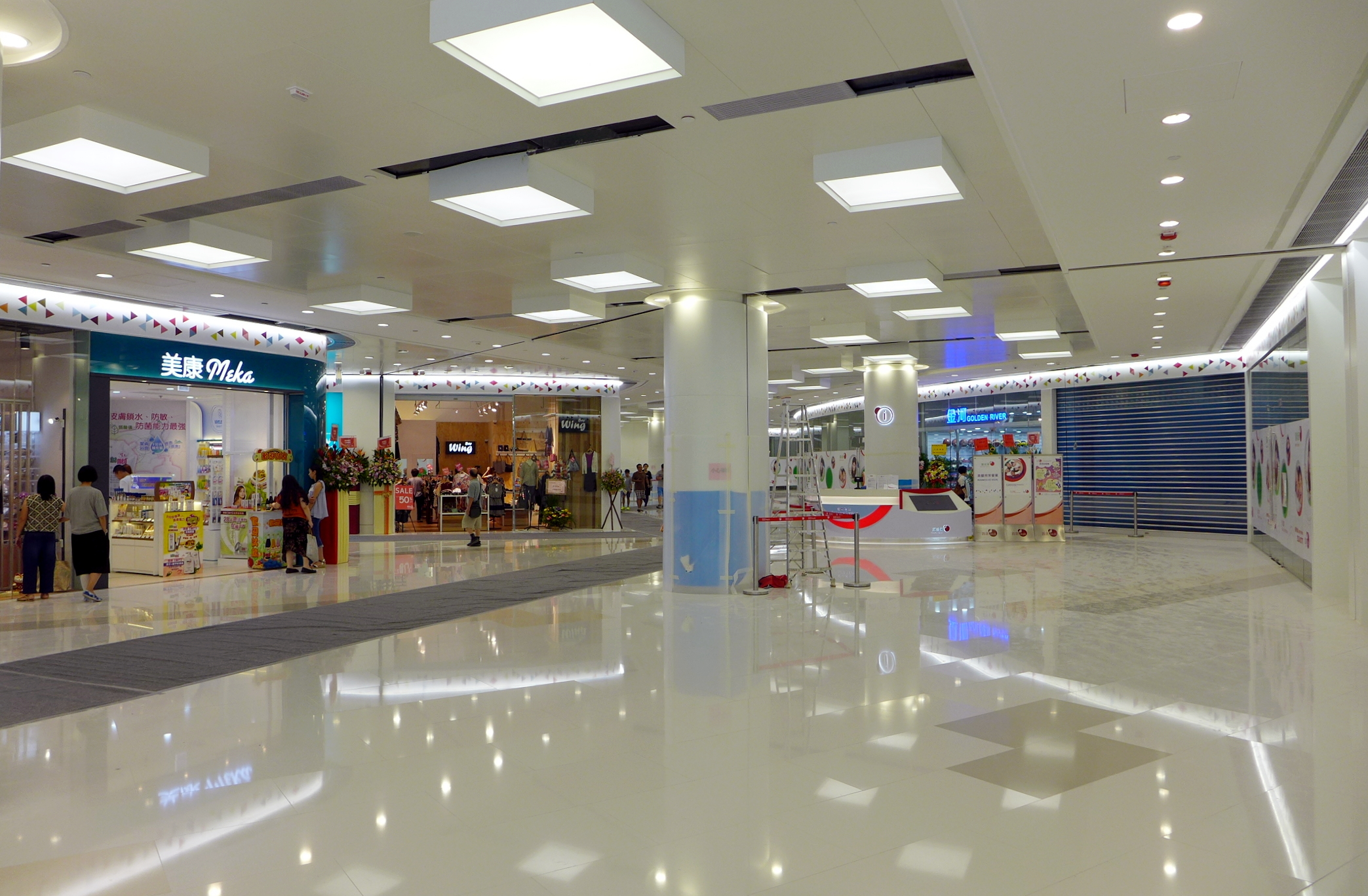
2015年易名及翻新後的麗城薈

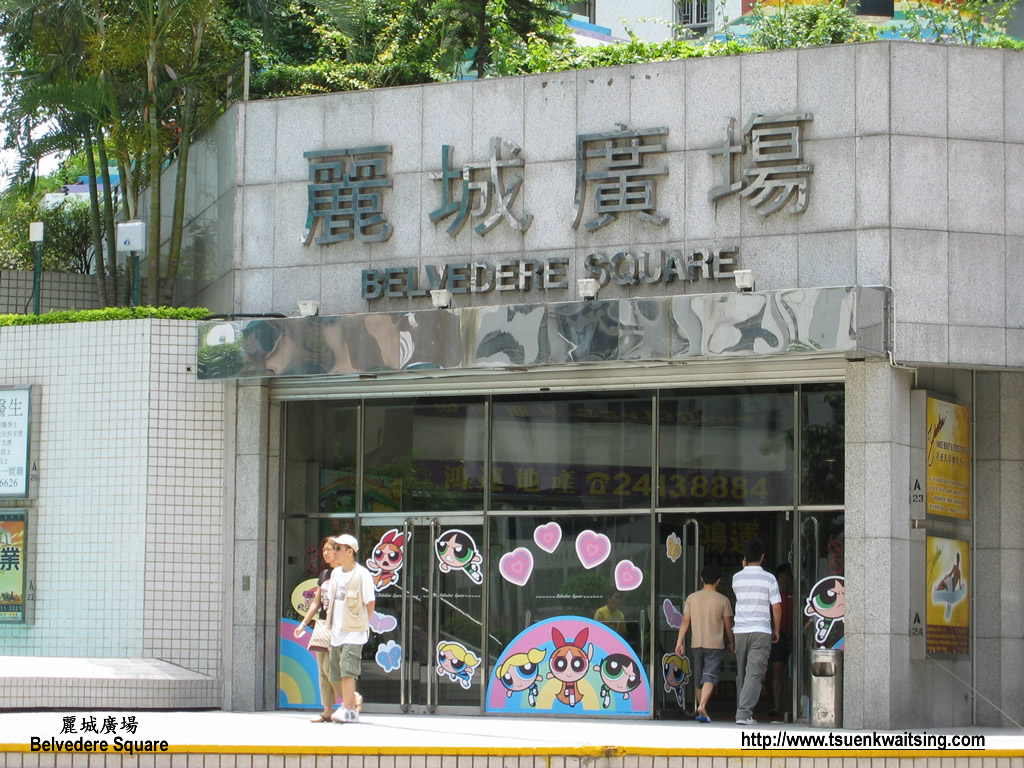
易名前的麗城廣場

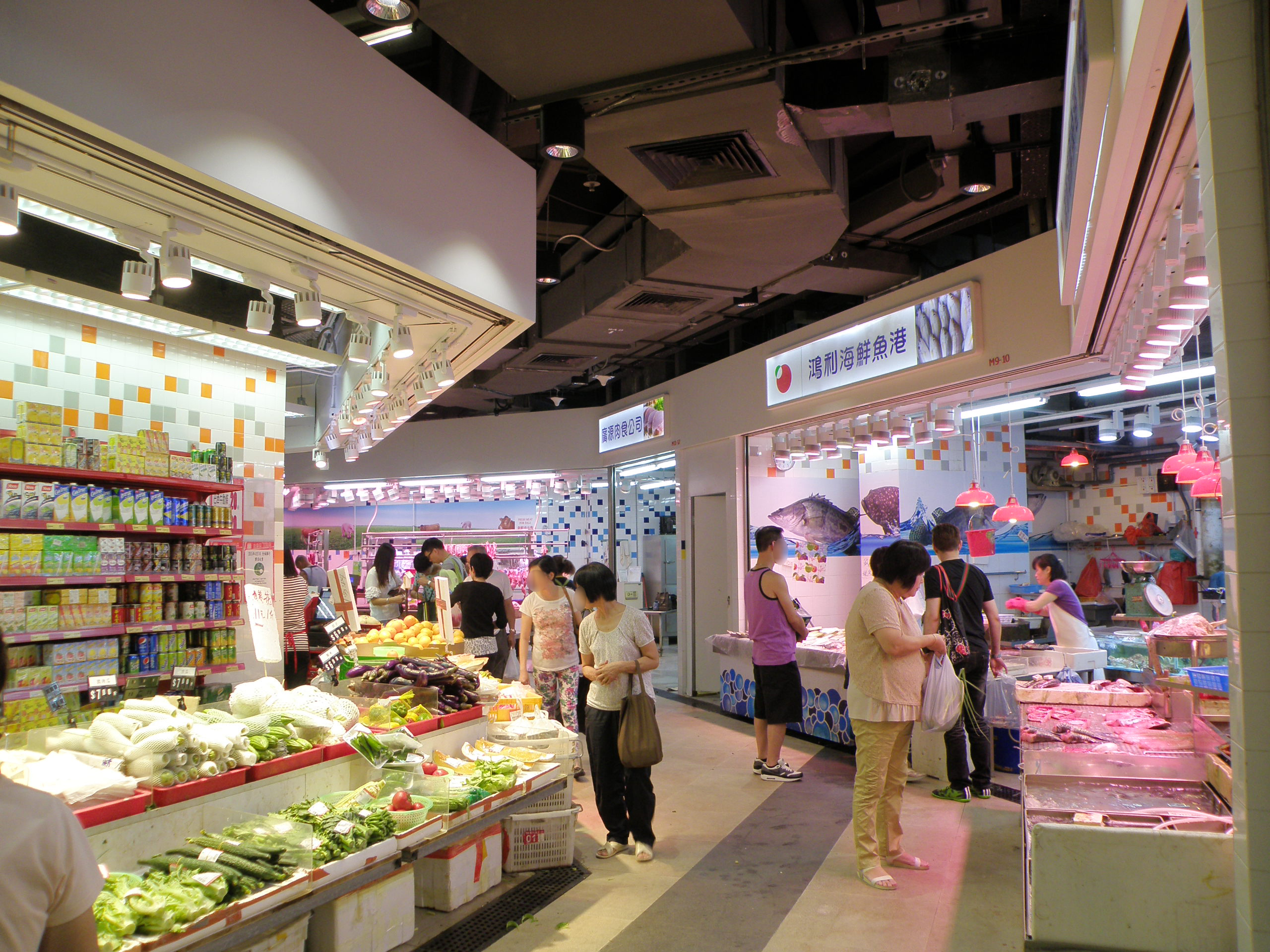
麗城薈•集

22°22′19″N 114°06′07″E / 22.3719°N 114.1020°E
麗城花園（英語：Belvedere Garden）是香港荃灣西約臨海地段上的一個私人住宅項目，發展商為長江實業，位於新界荃灣青山公路－荃灣段530-625號，1987年起分3期興建共19幢住宅大廈，是長江實業的一個大型私人物業發展項目，整個屋苑以三房單位為主。
隨著九廣西鐵（今屬屯馬綫）於2003年通車，居民可選擇沿海旁步行15分鐘到荃灣西站，交通更趨完善，吸引不少區內換樓客。

## 歷史
此屋苑前身為南海紗廠廠房，分別於1979年11月及1982年，由長實、會德豐及怡和洋行合營財團，以及長實轄下國際城市集團與該廠合資公司購入，1980至1985年開始分期拆卸重建，當中最遲完工的第三期為首批動工興建地基的樓宇。
然而，由於第一期用地初時仍由紗廠佔用，要等待1984年12月新廠房落成時才能遷出。因此，屋苑於1983年曾一度停工兩年，直至1985年才分期復工，並於1987-91年間完工。

## 屋苑環境及設施
麗城花園是荃灣區內其中一個大型私人屋苑，以住宅單位數目而言，更是當時荃灣區最大型的私人屋苑。屋苑環境清幽，背靠下花山，面臨藍巴勒海峽，遠望青衣島北岸一帶。屋苑鄰近灣景花園巴士總站、兩所著名小學（荃灣官立小學及香港浸信會聯會小學）以及荃灣西約體育館，並位處荃灣來往新界西區要道—青山公路，更設有免費居民巴士來往荃灣港鐵站。屋苑內設施有游泳池、私人會所、健身室、遊樂場、室內籃球場（位於麗城花園第一期平台，是香港巧固球代表隊的最主要訓練場地）壁球室、網球場、公園等等。
此外，麗城花園、灣景花園、翠濤閣、韻濤居及蔚景花園位處「荃灣西約」，但因麗城花園是該處規模最大的屋苑，所以常被統稱為「麗城」。
以下為各大廈資料：
| 期數   | 門牌號碼                 | 座號 | 大廈層數     | 單位數目 | 管理公司         | 入伙日期   |
| ------ | ------------------------ | ---- | ------------ | -------- | ---------------- | ---------- |
| 第一期 | 青山公路-荃灣段530-590號 | 1    | 35           | 280      | 家利物業管理     | 1987年7月  |
| 第一期 | 青山公路-荃灣段530-590號 | 2    | 35           | 280      | 家利物業管理     | 1987年7月  |
| 第一期 | 青山公路-荃灣段530-590號 | 3    | 35           | 280      | 家利物業管理     | 1987年7月  |
| 第二期 | 青山公路-荃灣段620號     | 1    | 38（4-41樓） | 304      | 恒益物業管理     | 1989年10月 |
| 第二期 | 青山公路-荃灣段620號     | 2    | 38（4-41樓） | 304      | 恒益物業管理     | 1989年10月 |
| 第二期 | 青山公路-荃灣段620號     | 3    | 38（4-41樓） | 304      | 恒益物業管理     | 1989年10月 |
| 第二期 | 青山公路-荃灣段620號     | 4    | 38（4-41樓） | 304      | 恒益物業管理     | 1989年10月 |
| 第二期 | 青山公路-荃灣段620號     | 5    | 41（4-44樓） | 328      | 恒益物業管理     | 1989年10月 |
| 第二期 | 青山公路-荃灣段620號     | 6    | 42（4-45樓） | 336      | 恒益物業管理     | 1989年10月 |
| 第二期 | 青山公路-荃灣段620號     | 7    | 42（4-45樓） | 336      | 恒益物業管理     | 1989年10月 |
| 第二期 | 青山公路-荃灣段620號     | 8    | 42（4-45樓） | 336      | 恒益物業管理     | 1989年10月 |
| 第二期 | 青山公路-荃灣段620號     | 9    | 41（4-44樓） | 328      | 恒益物業管理     | 1989年10月 |
| 第三期 | 青山公路-荃灣段625號     | 1    | 41           | 328      | 宜居物業服務管理 | 1991年4月  |
| 第三期 | 青山公路-荃灣段625號     | 2    | 41           | 328      | 宜居物業服務管理 | 1991年4月  |
| 第三期 | 青山公路-荃灣段625號     | 3    | 41           | 328      | 宜居物業服務管理 | 1991年4月  |
| 第三期 | 青山公路-荃灣段625號     | 4    | 41           | 328      | 宜居物業服務管理 | 1990年12月 |
| 第三期 | 青山公路-荃灣段625號     | 5    | 41           | 328      | 宜居物業服務管理 | 1990年12月 |
| 第三期 | 青山公路-荃灣段625號     | 6    | 41           | 328      | 宜居物業服務管理 | 1990年12月 |
| 第三期 | 青山公路-荃灣段625號     | 7    | 41           | 328      | 宜居物業服務管理 | 1990年12月 |

## 麗城薈
麗城花園三期完全落成後，屋苑擁有兩個共270,000呎的附屬商場，分別為位於第二期及第三期，以及第一期的數個地舖。其中，位於第三期地下的麗城廣場面積最大，商舖種類亦較全面。2011年12月，置富產業信託向長實集團收購麗城廣場物業，並將之更名為麗城薈。麗城薈商舖林立，可滿足顧客不同的需求，如百佳超級廣場、屈臣氏、酒樓餐廳等，為麗城花園以至荃灣西約區最主要的商場。鄰近的灣景花園、翠濤閣、韻濤居及蔚景花園居民亦會步行至麗城花園光顧其中的食肆及商店，因此商場的人流量很高。
置富於2013年8月宣佈，集團將投資8000萬元為麗城薈進行翻新工程 ，工程於2014年8月18日起分階段進行。麗城薈街市（麗城薈·集）在經歷約半年的大型裝修工程後，率先於2015年1月14日重新對外開放，百佳超級廣場亦於2015年3月19日遷進街市（於三期商場範圍設有出入口）。
翻新工程期間，麗城薈中的店舖經歷較大規模更替，例如新星酒家於2014年7月31日結業；亦有不少新商戶進駐，如富臨（已结业）及Living PLAZA by AEON等。

## 教育及福利設施

### 幼稚園
- 保良局方譚遠良幼稚園（页面存档备份，存于）
- 聖文嘉幼稚園（荃灣）（页面存档备份，存于）
- 聖文嘉中英文幼稚園（荃灣）（页面存档备份，存于）
- 基督恩臨幼稚園（麗城）（页面存档备份，存于）
- 基督教安得兒幼稚園（页面存档备份，存于）
- 心怡天地幼稚園(麗城)（页面存档备份，存于）

### 小學
- 荃灣官立小學
- 香港浸信會聯會小學

### 兒童及青年中心
- 香港青少年服務處賽馬會麗城綜合青少年服務中心（页面存档备份，存于）

### 長者鄰舍中心
- 東華三院王李名珍荃灣長者鄰舍中心 （页面存档备份，存于）

## 重大事件

### 荃灣麗城花園水浸事件
2001年6月9日大雨期間，大量含沙泥的溪水沿鄰近麗城花園高地集水區的天然河道流下，使發業里排水道的進水口淤塞，把麗城花園對面的一段青山公路－荃灣段浸沒。洪水沿麗志路流下，令海安路部分路面亦被浸沒。交通癱瘓近3個小時。事件中，一名女孩差點被沖走，幸好被一名地產經紀及時救出。
水浸發生後，渠務署進行地區排水系統改善工程，以作為紓緩排水問題的措施。這些工程包括清理河道內鬆散的泥石、為位於屯門公路與發業里之間受侵蝕河道噴漿、在排水渠的進水口加設格柵、沿河道和排水道進水口上游的瀑布加建實心護牆，並於發業里、青山公路－荃灣段、麗志路及海安路建造截流渠。當時在任行政長官董建華曾於同年6月27日巡視麗城花園水浸黑點。現時，該處的地區排水改善工程亦已經完成。

### 麗城花園恒生銀行劫案
2001年12月5日中午，麗城花園恒生銀行被手持左輪手槍的賊人行劫。案中巴基斯坦籍護衛中槍死亡，當時賊人使用的手槍與同年3月槍殺警員梁成恩的子彈來福線相同，事件受到警方的高度關注。警方及恆生銀行均懸紅100萬元通緝賊人，案件於2006年被偵破。

### 麗城花園三屍四命倫常慘案
2002年4月13日，一對本從事製衣生意，但1997年亞洲金融風暴後傾家蕩產致欠下巨債的夫婦，於麗城花園2期6座寓所中留下遺書後，帶同3歲女兒於睡房床上燒炭自殺身亡，女戶主更因懷有3個月身孕造成3屍4命慘劇。

### 荃灣西大停電
2004年10月15日傍晚，荃灣海盛路變電站突然發生故障，導致區內連同麗城花園等多個屋苑大停電。停電期間，消防員接獲多宗被困升降機事故，其他受影響居民亦需摸黑出入。最終受影響區域於傍晚六時十五分全面恢復供電。

### 萬有街市及美食廣場提前一年終止合約
麗城萬有街市及美食廣場共有49個商戶，有不少商戶已在街市經營小本生意十多年，但至2011年7月，商戶突然收到管理公司通知，需重新簽租約，各戶為期三年，有商戶表示，許多小商戶根本目不識丁，未有詳閱合約內容。直至10月10日，管理公司突然通知各租戶，指業主提前終止租約，並下令商戶最遲於同月31日搬出交舖。

### 麗城花園火警事故
2014年7月7日約10時半，麗城花園第三期第7座其中一個單位因冷氣機短路起火，有居民和保安員因不適而送院，受影響的男住戶寵物2犬1貓當場被燒死。

### 維修工程
2015年6月，麗城花園第三期業主大會推出三個方案讓居民選擇，其中一個最高金額作屋苑全面維修的是耗資1.4億港元的屋苑維修方案，除了其後有人質疑有否需要全面維修外，也有不少人查問授權票應否存在的問題，原來最高金額的方案被「有心人」推翻，最後「有心人」另行通過需約7千萬港元的新方案。但7千萬港元的方案與之前提出的方案所包括的工程項目完全不一樣，之前提出的方案是屋苑全面維修，後來「有心人」所提出的7千萬港元方案只是大廈外牆局部維修，即俗語所謂「有爛補爛」方式去處理外牆的維修，但卻提出要全面維修游泳池。因此，前後方案不可以相題並論，亦不可能作出比較。後來的7千萬港元方案令到屋苑的外觀有如「百歲被」，像補丁一樣，除了嚴重影響屋苑的外觀，更多住戶反影滲水的情況比維修之前有加劇跡象，有部分住戶紛紛質疑外牆的防水功能。當時，更在沒有招標情況下，數百萬港元的全屋苑防火門更換工程直接交由當時的承辦商處理。

## 圖像

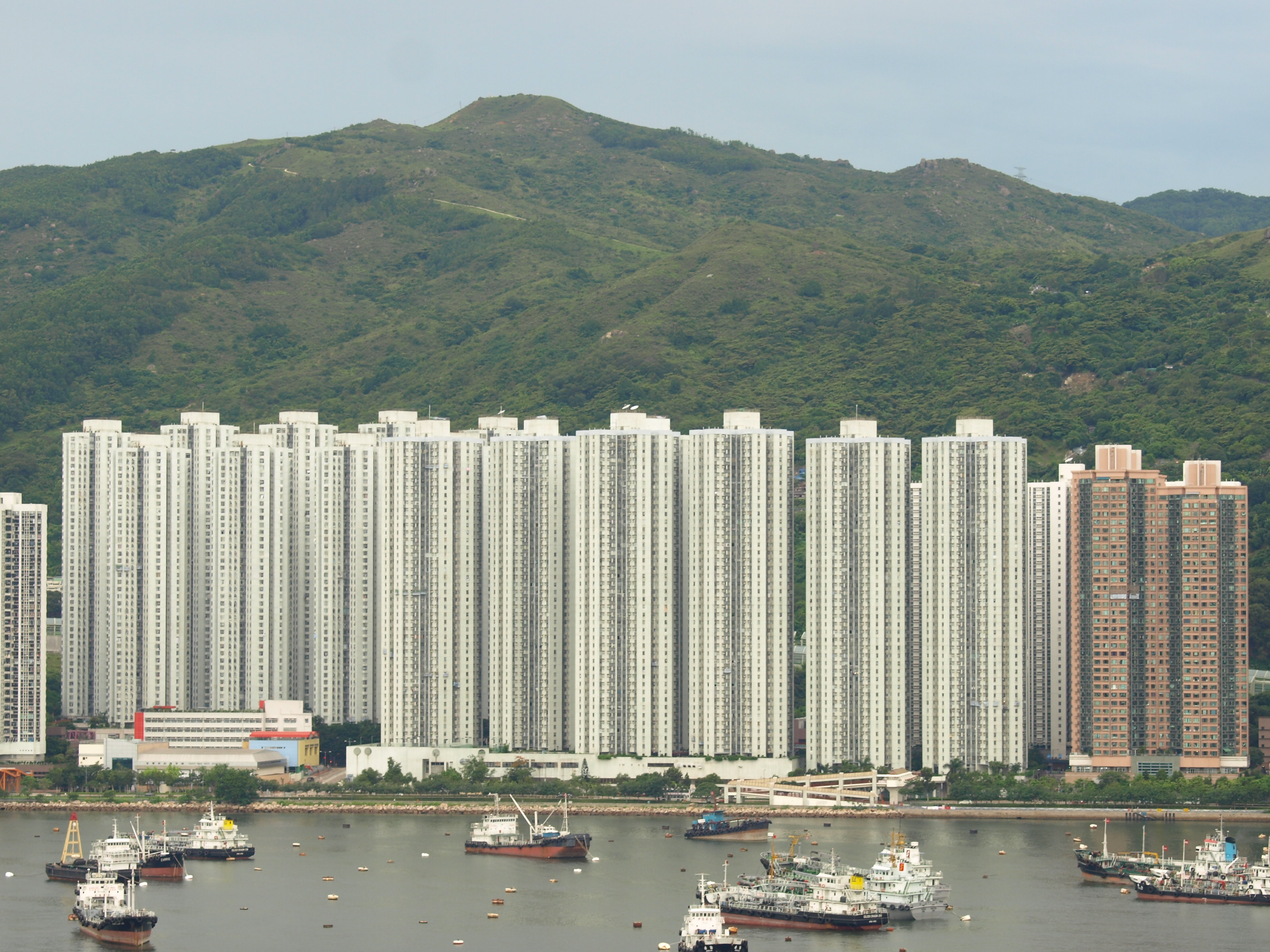
麗城花園
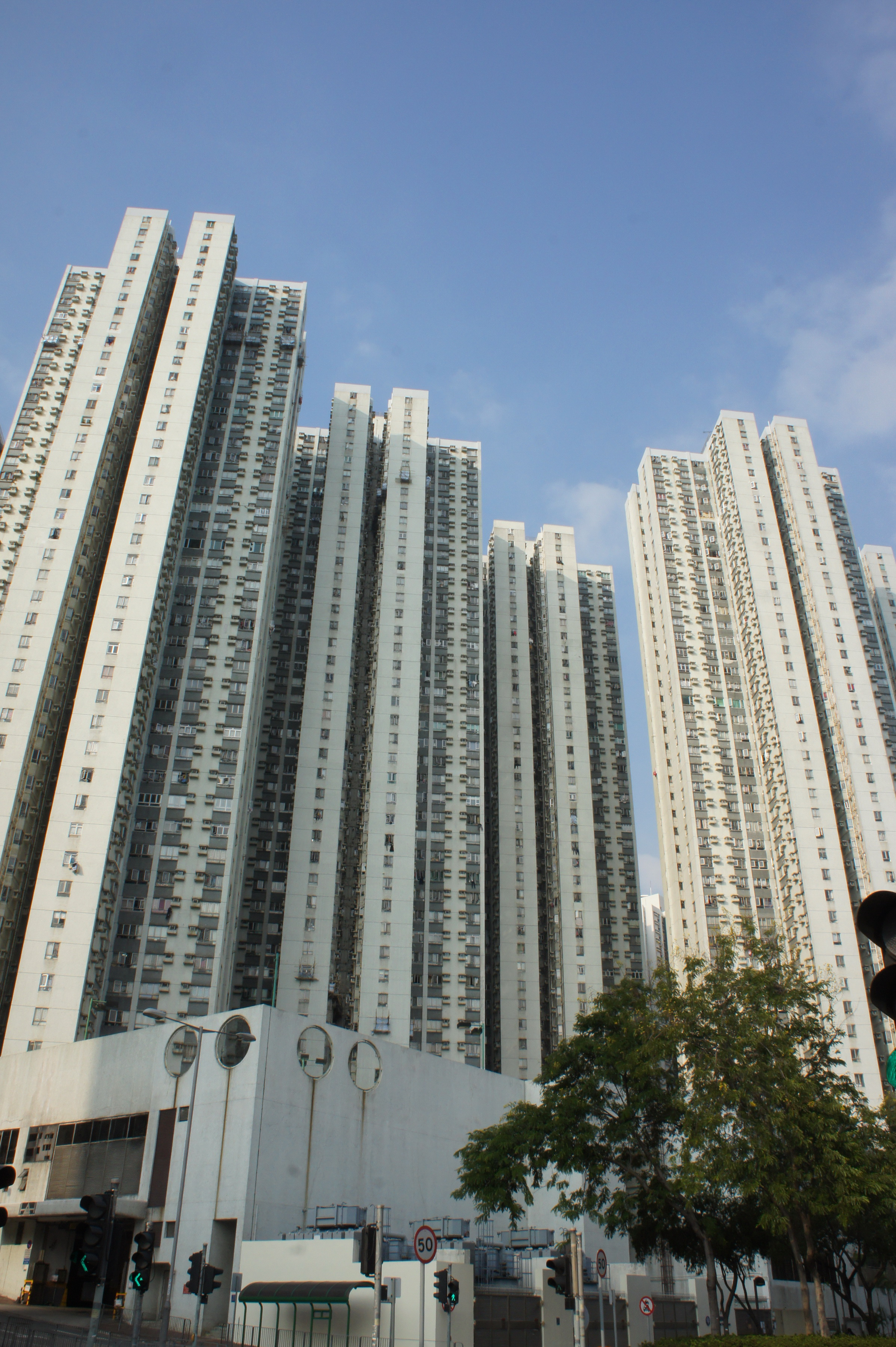
麗城花園第三期，下方為麗城街市及美食中心